# Loch Soval
Loch Soval, schottisch-gälisch: Loch Shòbhail, ist ein Süßwassersee auf der schottischen Hebrideninsel Lewis and Harris in der Council Area Äußere Hebriden beziehungsweise in der traditionellen Grafschaft Ross-shire.

## Beschreibung
Der See liegt im Osten von Lewis, dem Nordteil der Doppelinsel. Die nächstgelegenen Ortschaften sind das einen Kilometer nordöstlich gelegene Leurbost und Achmore sechs Kilometer nordwestlich. Der Loch Soval liegt auf einer Höhe von 32 Metern über dem Meeresspiegel. In einer äußerst dünn besiedelten Region gelegen, sind seine Ufer unbesiedelt. Entlang seines Westufers verläuft die A859, die von Stornoway bis nach Rodel an der Südspitze von Harris führt.
Der Loch Soval weist eine maximale Länge von 0,90 Kilometern bei einer maximalen Breite von 0,41 Kilometern auf, woraus sich eine Seefläche von 30 Hektar und ein Umfang von drei Kilometern ergeben. Die mittlere Tiefe des Loch Soval beträgt 5,2 Meter, woraus ein Volumen von 1.055.301 Kubikmetern resultiert. Sein Einzugsgebiet umfasst 156 Hektar und besteht zu etwa 56 % aus Graslandschaften und zu 24 % aus Moorlandschaft, während Grundwasser 18 % des Zuflusses ausmacht. Das Einzugsgebiet erstreckt sich im Wesentlichen nach Süden und Westen. Der See verfügt über keine benannten Zuflüsse. Vom Nordufer fließen zwei Bäche ab, die sich mit dem aus Loch Thobhta Bridein abfließenden Abhainn Ghlas vereinen und am Kopf in den Loch Leurbost münden und damit in die Schottische See zu entwässern.